# 57 (število)
57 (sédeminpétdeset) je naravno število, za katero velja velja 57 = 56 + 1 = 58 - 1.

## V matematiki
- sestavljeno število.
- polpraštevilo.
- {\displaystyle 57=2^{5}+5^{2}\!\,}.
- deseto Prothovo število {\displaystyle 57=7\cdot 2^{3}+1\,\!}.
- Ulamovo število {\displaystyle 57=4+53\,\!}.

## V znanosti
- vrstno število 57 ima lantan (La).

## Drugo

### Leta
- 457 pr. n. št., 357 pr. n. št., 257 pr. n. št., 157 pr. n. št., 57 pr. n. št.
- 57, 157, 257, 357, 457, 557, 657, 757, 857, 957, 1057, 1157, 1257, 1357, 1457, 1557, 1657, 1757, 1857, 1957, 2057, 2157